# René van den Brink
René van den Brink (Utrecht, 2 april 1966) is een Nederlands voormalig profvoetballer die speelde voor FC Wageningen, De Graafschap, FC Utrecht, Haarlem en USV Elinkwijk. 

## Clubstatistieken
| seizoen | club          | competitie     | duels | goals |
| ------- | ------------- | -------------- | ----- | ----- |
| 1986/87 | FC Wageningen | Eerste divisie | 17    | 5     |
| 1987/88 | FC Wageningen | Eerste divisie | 36    | 11    |
| 1988/89 | FC Wageningen | Eerste divisie | 34    | 11    |
| 1989/90 | FC Wageningen | Eerste divisie | 30    | 7     |
| 1990/91 | De Graafschap | Eerste divisie | 34    | 6     |
| 1991/92 | De Graafschap | Eredivisie     | 17    | 1     |
| 1992/93 | De Graafschap | Eerste divisie | 18    | 0     |
| 1993/94 | De Graafschap | Eerste divisie | 32    | 10    |
| 1994/95 | De Graafschap | Eerste divisie | 31    | 20    |
| 1995/96 | De Graafschap | Eredivisie     | 32    | 4     |
| 1996/97 | FC Utrecht    | Eredivisie     | 16    | 0     |
| 1997/98 | HFC Haarlem   | Eerste divisie | 26    | 5     |
| 1998/99 | HFC Haarlem   | Eerste divisie | 26    | 0     |
| 1999/00 | HFC Haarlem   | Eerste divisie | 21    | 0     |